# 8-bitowe święta
8-bitowe święta (ang. 8-Bit Christmas) – amerykański film komediowy z 2021 roku w reżyserii  Michaela Dowse’a. Scenariusz stworzył Kevin Jakubowski na podstawie swojej powieści pod tym samym tytułem. 

## Obsada
- Winslow Fegley jako młody Jake Doyle
- Neil Patrick Harris jako dorosły Jake Doyle
- Sophia Reid-Gantzert jako Annie Doyle
- June Diane Raphael jako Kathy Doyle
- Steve Zahn jako John Doyle
- Bellaluna Resnick jako Lizzy Doyle
- Che Tafari jako Mikey Trotter
- Santino Barnard jako Evan Olsen
- Max Malas jako Jeff Farmer
- Brielle Rankins jako Tammy Hodges
- Cyrus Arnold jako Josh Jagorski
- Braelyn Rankins jako Teddy Hodges
- Chandler Dean jako Timmy Keane
- Katia Smith jako Tiffany Keane
- Tom Rooney jako dr Timothy Keane Sr.

## Fabuła
Akcja filmu rozpoczyna się w grudniu 2021 roku. Córka Jacka Doyle’a pragnie otrzymać na święta wymarzony telefon. Jednak ojciec nie zamierza spełnić jej prośby, gdyż chce, aby doświadczyła niezmąconego dzieciństwa pozbawionego elektroniki i doceniła inne wartości. Przy tej okazji opowiada jej historię, gdy jako dziecko pod koniec lat 80. bardzo chciał otrzymać na Boże Narodzenie konsolę Nintendo. Ponieważ jego rodzice nie chcieli przystać na ten pomysł, wraz z młodszym bratem i kolegami postanowił zrobić wszystko, by ją zdobyć.

## Produkcja
Na początku marca 2021 roku wytwórnia New Line Cinema poinformowała, że powstaje film pt. 8-bitowe święta z  udziałem Neila Patricka Harrisa, Winslowa Fegleya, June Diane Raphael i Steve'a Zahna, a za scenariuszu odpowiada Kevin Jakubowski, który zaadaptował go ze swojej debiutanckiej powieści pod tym samym tytułem. 
Zdjęcia kręcono głównie w Toronto i w Chicago. Choć paradoksalnie to centrum Toronto wykorzystano jako Chicago stylizując je na lata 80. zmieniając m.in. znaki drogowe i tablice rejestracyjne pojazdów. Ujęcia z Chicago wykorzystano natomiast w innych scenach.

## Odbiór
W serwisie Rotten Tomatoes film otrzymał 84% z 31 recenzji, a średnia ocen wystawionych na ich podstawie wyniosła 7 na 10. Natomiast na portalu Metacritic średnia ocen z 5 recenzji wyniosła 66 punktów na 100.
Recenzent Adam Siennica z serwisu naekranie.pl ocenił film na 5/10, stwierdzając, że „film jest sympatyczny, ale marnuje potencjał historii, która mogłaby być bardziej interesująca”.
Z kolei Calum Marsh z The New York Times napisał, że „kiedy film nie rozwodzi się nad wrotkarskimi torami, plakatami z filmu Goonies i zegarkami Casio jest ciepłą i odświeżająco szczerą komedią świąteczną.